# Mittenwalde (Uckermark)
Mittenwalde è un comune di 380 abitanti del Brandeburgo, in Germania.

Appartiene al circondario dell'Uckermark ed è parte della comunità amministrativa di Gerswalde.

## Geografia antropica
Nel territorio comunale sono presenti le località abitate di Blankensee, Forsthaus, Kienwerder, Mittenwalde, Pappelwerder e Seeburg.